# Forti di Roma

L'ingresso di Forte Braschi, una delle strutture militari del campo trincerato ancora utilizzate

I Forti di Roma sono l'insieme delle opere militari di difesa fissa costituenti il campo trincerato della città, composto da quindici forti di tipo "prussiano" e da quattro batterie a pianta esagonale.

## Storia
Furono erette a difesa della fascia di territorio immediatamente circostante la città di Roma, allora in piena campagna, fra il 1877 e il 1891, mantenendo una distanza di circa 4-5 km dalle Mura aureliane e di circa 2-3 km l'uno dall'altro, per uno sviluppo complessivo di circa 40 km.
Dopo varie controversie sui progetti, i forti furono commissionati con Regio Decreto n. 4007 del 12 agosto 1877. I primi sette forti (Monte Mario, Braschi, Boccea, Aurelia Antica, Bravetta, Portuense e Appia Antica) furono realizzati a partire dallo stesso anno 1877 e tutti, tranne l'Appia Antica, sulla destra del Tevere, a difesa da eventuali sbarchi sul litorale del mare Tirreno. La costruzione dei restanti otto (Antenne, Ardeatina, Casilina, Ostiense, Pietralata, Prenestina, Tiburtina e Trionfale) fu avviata nel 1880 grazie a nuovi fondi e, con Regio Decreto del 1º novembre 1882, furono denominati con i nomi delle strade su cui sorgevano. Le quattro batterie furono costruite in posizione intermedia e arretrata rispetto ai forti: Tevere (sulla riva destra del fiume sotto Monte Mario), Appia Pignatelli, Porta Furba e Nomentana.
I forti avrebbero dovuto inoltre essere collegati tra loro da una "via militare", affiancata da una ferrovia: questo collegamento viario fu però realizzato solo in parte (dalla via Tiburtina alla via Appia antica, intersecando via Prenestina, via Casilina, via Tuscolana e via Appia nuova). In seguito fu smilitarizzato e oggi se ne riconosce il tracciato semicircolare nelle attuali via di Portonaccio-via dell'Acqua bullicante-via di Porta Furba-via dell'Arco di travertino-via dell'Almone-via di Cecilia Metella.
Tutte le strutture caddero presto in disuso, a causa dell'eccessiva vicinanza alla città che si stava espandendo e dell'evoluzione delle tecniche balistiche e delle strategie militari, e con Regio Decreto n. 2179 del 9 ottobre 1919 vennero radiati dal novero di fortificazioni dello Stato, per essere utilizzati come caserme e depositi militari. Successivamente finirono inglobati nel tessuto urbano e alcuni sono stati consegnati a Roma Capitale, talvolta però inutilizzati e abbandonati.

## Elenco

### Forti
| #  | Forte          | Anni di costruzione | Superficie (ha) | Municipio | Ubicazione                                        | Distanza dal successivo (km) | Utilizzo attuale                                                                                  |
| -- | -------------- | ------------------- | --------------- | --------- | ------------------------------------------------- | ---------------------------- | ------------------------------------------------------------------------------------------------- |
| 1  | Aurelia Antica | 1877-81             | 5,7             | XII       | Via Aurelia Antica km 3, angolo via di Bravetta   | 2,0                          | Guardia di Finanza (cantiere)                                                                     |
| 2  | Boccea         | 1877-81             | 7,3             | XIII      | Via di Boccea km 1                                | 1,5                          | Consegnato a Roma Capitale                                                                        |
| 3  | Braschi        | 1877-81             | 8,2             | XIV       | Via della Pineta Sacchetti                        | 4,0                          | AISE e Raggruppamento unità difesa                                                                |
| 4  | Monte Mario    | 1877-82             | 8,4             | I         | Via Trionfale km 3, su Monte Mario                | 2,0                          | Esercito (abbandonato)                                                                            |
| 5  | Trionfale      | 1882-88             | 21,0            | XIV       | via Trionfale km 7                                | 4,0                          | Consegnato a Roma Capitale                                                                        |
| 6  | Antenne        | 1882-91             | 2,5             | II        | Monte Antenne, alla confluenza di Tevere e Aniene | 4,0                          | Consegnato a Roma Capitale                                                                        |
| 7  | Pietralata     | 1881-85             | 25,4            | IV        | Via di Pietralata, vicino all'Aniene              | 2,0                          | Esercito (Comando Brigata "Granatieri di Sardegna" e 1º Reggimento "Granatieri di Sardegna"       |
| 8  | Tiburtina      | 1880-84             | 23,8            | IV        | Via Tiburtina km 4                                | 2,0                          | Esercito (annesso alla struttura del Reparto Comando e Supporti Tattici "Granatieri di Sardegna") |
| 9  | Prenestina     | 1880-84             | 13,4            | V         | Via Prenestina km 4                               | 3,0                          | Consegnato a Roma Capitale (occupato dal Centro sociale autogestito CSOA Forte Prenestino)        |
| 10 | Casilina       | 1881-82             | 3,8             | V         | Via Casilina km 4                                 | 4,0                          | Deposito per l'area militare dell'ex Aeroporto di Roma-Centocelle                                 |
| 11 | Appia Antica   | 1877-80             | 16,5            | VIII      | Via Appia Antica km 4                             | 2,0                          | Aeronautica Militare (Reparto Sistemi Informativi Automatizzat)                                   |
| 12 | Ardeatina      | 1879-82             | 11,2            | VIII      | Via Ardeatina km 4                                | 2,5                          | Consegnato a Roma Capitale (abbandonato)                                                          |
| 13 | Ostiense       | 1882-84             | 8,8             | IX        | Via Ostiense km 4                                 | 2,5                          | Polizia di Stato (Centro Politecnico della Polizia di Stato e Squadra Cinofili di Roma)           |
| 14 | Portuense      | 1877-81             | 5,2             | XI        | Via Portuense km 2                                | 2,0                          | Consegnato a Roma Capitale (abbandonato)                                                          |
| 15 | Bravetta       | 1877-83             | 10,6            | XII       | Via di Bravetta, nella Valle dei Casali           | 2,0                          | Consegnato a Roma Capitale (abbandonato)                                                          |

### Batterie
| # | Batteria         | Anni di costruzione | Municipio | Ubicazione                            | Utilizzo attuale                                                              |
| - | ---------------- | ------------------- | --------- | ------------------------------------- | ----------------------------------------------------------------------------- |
| 1 | Appia Pignatelli | 1877-81             | VIII      | Via Appia Pignatelli, 123             | Consegnato all'Ente Parco regionale dell'Appia antica                         |
| 2 | Porta Furba      | 1883-86             | V         | Via della Batteria di Porta Furba, 34 | Guardia di Finanza                                                            |
| 3 | Nomentana        | 1884-90             | II        | Via Nomentana, 274                    | Esercito (Comando logistico dell'Esercito e Reggimento di Manovra Interforze) |